# Dark Side (пісня)
«Dark Side» («Темна сторона») — це пісня фінського пост-хардкорного  гурту Blind Channel яка була представлена на Євробаченні 2021,  після перемоги на конкурсі Ууден Мусіікін Кілпайлу 2021.  Досягла першого місця у Фінляндії 28 лютого 2021 року.

## Конкурс пісні Євробачення
Пісня була обрана для того, щоб представляти Фінляндію на Євробаченні 2021 року, після перемоги в Uuden Musiikin Kilpailu 2021, музичному конкурсі, який відбирає кандидатури Фінляндії на Євробачення. У півфіналі конкурсу 2021 року буде представлений той самий склад країн, який визначений жеребкуванням півфіналу конкурсу 2020 року. Фінляндія потрапила у другий півфінал, який відбувся 20 травня 2021 року, і її виступ планували провести у другій половині шоу.  У другому півфіналі пісня набрала 234 бали, а у фіналі — 301 бал, принісши Фінляндії 6-е місце. 

## Чарти
| Чарт(2021)                          | Найвища позиція |
| ----------------------------------- | --------------- |
| Фінляндія (Suomen virallinen lista) | 1               |